# Et moderne Bogbinderværksted
Et moderne Bogbinderværksted er en dansk dokumentarfilm fra 1916 med ukendt instruktør. Filmen er optaget på bogbinder D.L. CIéments Efterfølgers værksted 9. marts 1916.

## Handling
Mandlige og kvindelige arbejdere i gang med at indbinde bøger, blandt andet Kraks vejviser 1916. Man følger de forskellige arbejdsprocesser i et moderne bogbinderi. Et udvalg af færdig indbundne bøger vises frem. Mere færdiggørelse af arbejdet. Pakning af bøger til forsendelse. Cheferne ses i billedet.